# Marcel Melicherčík
Marcel Melicherčík (* 20. Dezember 1986 in Poprad) ist ein slowakischer Eishockeytorwart, der seit Juni 2024 beim HK Dukla Trenčín in der slowakischen Extraliga unter Vertrag steht.

## Karriere
Melicherčík begann seine Karriere in den Jugendmannschaften des HK Poprad und debütierte in der Saison 2005/06 für die Kampfmannschaft in der slowakischen Extraliga. Er blieb bis 2012 in Poprad und absolvierte die letzten beiden Spielzeiten als erster Torwart. Im Sommer 2012 wurde er vom HC Lev Prag für die Kontinentale Hockey Liga unter Vertrag genommen, konnte sich jedoch nicht durchsetzen und absolvierte stattdessen zwei Spielzeiten in der Tschechischen Extraliga. Im Jahr 2014 kehrte er in die Slowakei zurück und lief für den HC Košice auf. Mit diesem konnte er 2015 den Slowakischen Meistertitel feiern, wenngleich in den Playoffs Alexandr Hylák die Position als erster Torwart übernahm.
Melicherčík absolvierte bis dato auch zwei Spiele für die Slowakische Nationalmannschaft, kam jedoch nicht bei Turnieren zum Einsatz.
Im Sommer 2016 wurde er vom EBEL-Club HC Bozen als erster Torhüter unter Vertrag genommen und gehörte dort in der Saison 2016/17 zu den Leistungsträgern. Ende Oktober 2017 wurde sein laufender Vertrag beim HCB aufgelöst. Im Dezember 2017 verpflichteten die Heilbronner Falken Melicherčík bis zum Ende der Saison 2017/2018.
Anschließend stand er bei den Kassel Huskies unter Vertrag, ehe er im Februar 2019 im Tausch gegen Jerry Kuhn an die Grizzlys Wolfsburg abgegeben wurde. Nach seiner Zeit bei den Grizzlys war Melicherčík vereinslos, ehe er im Januar 2020 vom HC 05 Banská Bystrica aus der heimischen Extraliga verpflichtet wurde. Zur folgenden Spielzeit erhielt er einen Vertrag beim HK Spišská Nová Ves, mit dem er 2021 aus der zweitklassigen 1. Liga in die Extraliga aufstieg. In der Saison 2021/22 gehörte er zu den statistisch besten Torhütern der Extraliga und erreichte die meisten Shutouts sowie die beste Fangquote. Zudem wurde er in das All-Star-Team der Liga gewählt.
Zur Saison 2024/25 wechselte Melicherčík innerhalb der Extraliga zum HK Dukla Trenčín.

## Erfolge und Auszeichnungen
- 2015: Slowakischer Meister mit dem HC Košice
- 2014/15 und 2015/16: Bester Gegentorschnitt in der slowakischen Extraliga
- 2021/22: Höchste Fangquote und meiste Shutouts der slowakischen Extraliga

## Karrierestatistik
(Legende zur Torhüterstatistik: GP oder Sp = Spiele insgesamt; W oder S = Siege; L oder N = Niederlagen; T oder U oder OT = Unentschieden oder Overtime- bzw. Shootout-Niederlage; Min. = Minuten; SOG oder SaT = Schüsse aufs Tor; GA oder GT = Gegentore; SO = Shutouts; GAA oder GTS = Gegentorschnitt; Sv% oder SVS% = Fangquote; EN = Empty Net Goal; 1 Play-downs/Relegation; Kursiv: Statistik nicht vollständig)